# Championnat du Maroc de football 1972-1973
Navigation
Édition précédente Édition suivante
La saison 1972-1973 du Championnat du Maroc de football est la 57e édition de la 1re division marocaine.
Le Kénitra AC a remporté le championnat du Maroc de football de la saison 1972-73, succédant ainsi au Racing AC qui avait remporté le titre en 1972. C'est le 2e sacre pour le KAC, après celui de 1959-60.

## Classement final
| Rang | Équipe                          | Pts | J  | G  | N  | P  | Bp | Bc | Diff |
| ---- | ------------------------------- | --- | -- | -- | -- | -- | -- | -- | ---- |
| 1    | KAC de Kenitra                  | 66  | 30 | 12 | 12 | 6  | 37 | 28 | +9   |
| 2    | Maghreb de Fès                  | 65  | 30 | 14 | 8  | 8  | 30 | 20 | +10  |
| 3    | Raja Club Athletic              | 63  | 30 | 11 | 11 | 8  | 36 | 31 | +5   |
| 4    | Difaâ d'El Jadida               | 62  | 30 | 11 | 10 | 9  | 29 | 27 | +2   |
| 5    | TAS de Casablanca P             | 61  | 30 | 10 | 11 | 9  | 34 | 33 | +1   |
| 6    | Renaissance sportive de Settat  | 61  | 30 | 10 | 11 | 9  | 30 | 27 | +3   |
| 7    | FUS de Rabat CdT                | 61  | 30 | 8  | 15 | 7  | 27 | 29 | -2   |
| 8    | Mouloudia Club d'Oujda          | 61  | 30 | 11 | 9  | 10 | 32 | 35 | -3   |
| 9    | Wydad AC                        | 60  | 30 | 9  | 12 | 9  | 23 | 22 | +1   |
| 10   | Ittihad Zemmouri de Khémisset P | 60  | 30 | 10 | 10 | 10 | 26 | 26 | 0    |
| 11   | Chabab Mohammédia               | 59  | 30 | 12 | 5  | 13 | 42 | 34 | +8   |
| 12   | FAR de Rabat                    | 59  | 30 | 8  | 13 | 9  | 29 | 29 | 0    |
| 13   | Union de Sidi Kacem             | 59  | 30 | 10 | 9  | 11 | 36 | 38 | -2   |
| 14   | Raja de Beni Mellal V           | 59  | 30 | 9  | 11 | 10 | 21 | 28 | -7   |
| 15   | Racing de Casablanca T ↓        | 57  | 30 | 9  | 10 | 12 | 25 | 26 | -1   |
| 16   | Youssoufia Club de Rabat ↓      | 45  | 30 | 5  | 6  | 29 | 13 | 36 | -23  |

- Qualifications

- Qualification Coupe du Maghreb des clubs champions 1973-1974
- Vice-champion
- Relégué en Championnat du Maroc de football D2

- Abréviations

T : Tenant du titre

V : Vice-champion 1971-1972

P : Promus du Championnat du Maroc de football D2  1971-1972

CdT : Vainqueur de la Coupe du Trône de football 1972-1973
Le Kawkab de Marrakech et l'Association sportive de Salé sont promus en D1 à l'issue de la saison.

## Bilan de la saison
| Championnat du Maroc de football 1972-1973                        |                              |
| Champion                                                          | KAC de Kénitra (2e titre)    |
| Coupes et trophées                                                |                              |
| Vainqueur de la Coupe du Trône 1972-1973                          | FUS de Rabat                 |
| Qualifications continentales                                      |                              |
| Coupe du Maghreb des clubs champions 1973-1974                    | Kénitra AC                   |
| Promotions et relégations                                         |                              |
| Promus en Championnat du Maroc de football                        | Kawkab de Marrakech          |
| Promus en Championnat du Maroc de football                        | Association sportive de Salé |
| Relégués en Championnat du Maroc de football de deuxième division | Youssoufia Club de Rabat     |
| Relégués en Championnat du Maroc de football de deuxième division | Racing de Casablanca         |